# Реакція Вільямсона
Реакція Ві́льямсона — це хімічна реакція між алкоголятами та галогенпохідними вуглеводнів, в результаті якої утворюються прості ефіри або тіоефіри. Застосовується для синтезу несиметричних етерів та епоксидів. Загальне рівняння:
{\displaystyle {\ce {R-O(S)- + Hal-R ->R-O(S)-R + Hal-}}}
Окрім алкілгалогенідів можуть бути використані й інші алкілюючі агенти, такі як алкілсульфати.

## Механізм

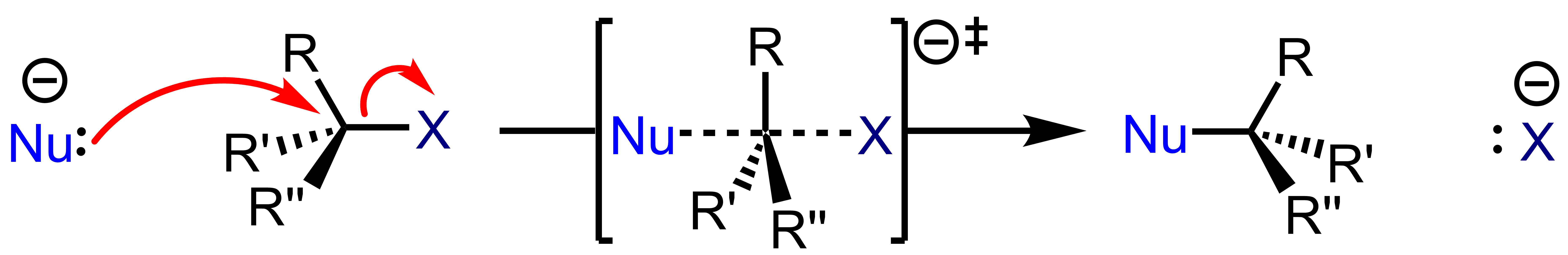
Механізм реакції S_{N}2, за яким йде реакція між первинними алкоголятами та галогенпохідними. В даному випадку Nu = R-O

Реакція може йти за механізмом SN1 або SN2 залежно від реагентів та умов. Якщо галогеналкани є первинними, реакція йде за механізмом SN2.
Оскільки алкоголяти — дуже сильні основи, галогенопохідні можуть вступати в реакції дегідрогалогенування. Найлегше воно проходить на третинних галогенпохідних; тому, для придушення цієї побічної реакції застосовують первинні галогенпохідні та третинні алкоголяти.
У випадку участі в реакції алкенільних галогенідів (наприклад, вінілхлориду), реакція протікає за механізмом відщеплення—приєднання (E2—AN):
{\displaystyle {\ce {H-CH=CH-Cl->[{+NaOR}][{-NaCl,\ -HOR}]CHCH->[{+HOR}]CH_{2}=CH-OR}}}

## Сполуки, які можуть бути отримані за цією реакцією

### Ортоестери
Ортоестери мають три алкоксидні групи біля одного атома карбону. Для їх синтезу використувуються тригалогеналкани:
{\displaystyle {\ce {R-CHal3 + 3 R-O- ->R-C(OR)3 + 3Hal-}}}

### Епоксиди
Для синтезу епоксидів за реакцією Вільямсона застосовують β-галогеноспирти; у такому випадку реакція проходить за механізмом інтрамолекулярного SN2. Наприклад, з хлоретанолу отримують оксиран (а з 2-хлорпропанолу — метилоксиран):

### Краун-поліетери
Краун-поліетери — це етери, які містять декілька атомів кисню в циклі. Вони також можуть бути отримані за допомогою реакції Вільямсона. Найперший отриманий за цією реакцію краун-поліетер — дибензо-[18]-краун-6 — був отриманий з натрієвої солі пірокатехолу та дихлоретилового етеру:

### Тіоетери
Зазвичай у реакції Вільямсона утворюються етери, проте меркаптиди (солі тіолів) також взаємодіють з галогенпохідними вуглеводнів, утворюючи тіоетери.